# August Elshuber
August Elshuber (* 1. Juli 1890 in Heinrichsbrunn, Gemeinde Mauthausen, Oberösterreich; † 2. November 1956 in Salzburg) war ein österreichischer Politiker des Heimatblocks (HB).

## Ausbildung und Beruf
Nach dem Besuch der Volks- und Bürgerschule in Mauthausen ging er an ein Gymnasium in Wels und wurde Postangestellter. Später wurde er Postoberinspektor in Bischofshofen. Zwischen 1931 und 1932 wurde er vom Dienst suspendiert, im Jahr 1938 außer Dienst gestellt und arbeitete als Vertreter. Erst im Jahr 1945 wurde er wieder in den Postdienst aufgenommen.

## Politische Funktionen
- 1920: Mitbegründer der Salzburger Heimwehr
- 1929: Heimwehr-Gauführer des Pongaus
- 1933: Landesstabsleiter und politischer Referent der Heimwehr
- 1934: Obmann der Arbeiterkrankenkasse-Versicherungskasse für das Land Salzburg
- Vizepräsident der Salzburger Beamtenkammer

## Politische Mandate
- 1. August 1932 bis 2. Mai 1934: Abgeordneter zum Nationalrat (IV. Gesetzgebungsperiode) für den Heimatblock. Er folgte Franz Hueber nach, der zurückgetreten war, um nicht für die Annahme des Protokolls von Lausanne stimmen zu müssen.[2]

## Sonstiges
August Elshuber war im Jahr 1940 in Haft.